# María del Pilar Ayuso González
María del Pilar Ayuso González (n. 16 iunie 1942, Badajoz, Extremadura, Spania) este un om politic spaniol, membru al Parlamentului European în perioada 1999-2004 din partea Spaniei.
1. ↑   http://www.europarl.europa.eu/meps/en/4319/PILAR_AYUSO_history.html Lipsește sau este vid: |title= (ajutor)